# Jan Maćkowski
Jan Maćkowski (ur. 23 listopada 1902 w Grzybnie k. Torunia, zm. 29 sierpnia 1952 w Wadowicach) – ksiądz katolicki, przełożony polskich pallotynów w latach 1934-1947.
Po ukończeniu pallotyńskego Collegium Marianum w Wadowicach, Jan Maćkowski wstąpił do pallotynów w 1923. Studia filozoficzne odbywał w Wadowicach, a teologiczne na Uniwersytecie Gregoriańskim w Rzymie.
Święcenia kapłańskie przyjął 29 lipca 1929 w Rzymie z rąk bp. Ignacego Dubowskiego z Łucka.
Po powrocie z Włoch ks. Maćkowski przez dwa lata był prefektem w Collegium Marianum, a przez kolejne dwa rektorem pallotyńskiego domu w Chełmnie.
Ks. Jan Maćkowski 28 maja 1934 został mianowany superiorem Polskiej Regii pallotynów, a 4 kwietnia 1935 prowincjałem nowo utworzonej Polskiej Prowincji Chrystusa Króla.
Po zdobyciu Warszawy przez Niemców we wrześniu 1939 ks. Maćkowski zamieszkał w domu przy ul. Długiej w Warszawie, skąd rządził prowincją do wybuchu powstania warszawskiego w 1944. 
Podczas okupacji hitlerowskiej ks. Maćkowski był też wykładowcą w tajnym seminarium duchownym w Świdrze.
Urząd prowincjała pełnił do 1947. W latach 1948–1950 był profesorem w Wyższym Seminarium Duchownym w Ołtarzewie. Przez ostatnie dwa lata życia był misjonarzem ludowym.
Ks. Jan Maćkowski zmarł 29 sierpnia 1952 w Wadowicach i tam został pochowany.